# Канадское дело
Канадское дело — скандал во Французском королевстве, вылившийся в один из самых известных судебных процессов XVIII века.
После потери Новой Франции во франко-индейской войне (бывшей частью более глобальной Семилетней войны), французские власти решили найти козлов отпущения в лице руководства потерянного региона (согласно Парижскому мирному договору 1763 года отошедшего Великобритании).
Так как главнокомандующий французскими войсками в Северной Америке Луи-Жозеф де Монкальм погиб во время осады Квебека в 1759 году и учитывая нежелания короля Людовика XV судить военное и морское министерства, главными обвиняемыми стали интендант Новой Франции Франсуа Биго (фр. François Bigot), генерал-губернатор Новой Франции Пьер де Риго де Водрёй (фр. Pierre de Rigaud de Vaudreuil) и другие администраторы Новой Франции. Биго и Водрёй были заключены в Бастилию соответственно 17 ноября 1761 и 30 марта 1762.
Дело длилось два года, обнаружив коррупцию и финансовые скандалы, в судебном разбирательстве участвовало 55 обвиняемых. Водрёй был признан невиновным 10 декабря 1763, а Биго присудили выплатить 1.5 миллионов ливров реституции.